# MadMinute Games
MadMinute Games ist ein US-amerikanischer Computerspielentwickler. Bekannt ist das Studio hauptsächlich für die Take Command-Reihe.

## Spiele
- Take Command Civil War Bull Run 1861: Der Spieler wird in die Lage eines Generals der Nord- beziehungsweise Südstaaten im amerikanischen Sezessionskrieg versetzt. Man erhält die Gelegenheit, Schlachten des Sezessionskrieges auf historischen Karten nachzuspielen und den Ausgang selbiger zu verändern. Das Spiel verwendet eine angepasste Version der Powerrender-3D-Engine.

- Take Command - 2nd Manassas: Der Nachfolger von Take Command Civil War Bull Run ist das erfolgreichste Spiel von MadMinute Games und behandelt die Schlachten des zweiten Manassas-Feldzuges. Auch in 2nd Manassas kann man beide Seiten des amerikanischen Bürgerkrieges auf historisch korrekten Schlachtfeldern befehligen. Zusätzlich gibt es Open-Play-Schlachten, bei denen der Spieler die Ausgangsposition der Truppen selbst bestimmen kann. Eine aktive Internet-Community versorgt das Spiel mit verschiedensten Modifikationen, die das Spiel auch auf lange Sicht hin interessant gestalten sollen.

- Take Command - Shiloh: Der dritte Teil der Take Command Reihe sollte ursprünglich 2008 erscheinen und sich neben den Schlachten der Jahre 1862/63 auch mit der strategischen Lage und Versorgung der kriegführenden Armeen beschäftigen. Des Weiteren wird die Einarbeitung eines Mehrspielermodus diskutiert. Ein Erscheinen des dritten Teiles ist mittlerweile sehr unwahrscheinlich, da die Entwickler der Vorgänger an anderen Projekten arbeiten.

## Gameplay
Die Entwickler bezeichnen ihre Spiele als "Echtzeitkampfsimulatoren". In Take Command 1 wurde versucht, die Führung einer Armee auf dem Schlachtfeld so detailgetreu wie möglich darzustellen. Im Spiel übernimmt man die Rolle eines Offizieres. Anders als in gängigen Strategiespielen übernimmt man nicht die Kontrolle über einzelne Soldaten, sondern über Divisionen, Brigaden oder ganze Armeen. Die Aufgabe des Spielers ist es die ihm zur Verfügung stehenden Soldaten an taktisch wichtige Punkte zu dirigieren und bestimmte Ziele, wie das Erobern eines Bauernhofes oder das Halten einer Brücke, zu erfüllen. Je nach Rang der Spielfigur kann man entweder anderen Truppenführern Befehle erteilen, oder muss sie von höherrangigen Offizieren entgegennehmen. Die Entwickler konzentrierten sich auf  historische Genauigkeit. So trägt man Schlachten auf historisch korrekten Schlachtfeldern aus, da den Entwicklern originales Kartenmaterial zur Verfügung stand. Weiterhin wurde versucht ein möglichst genaues Verhalten der Soldaten zu programmieren. Diese werden im Laufe der Schlacht ermüden und können in Panik geraten, was sich negativ auf ihre Stärke im Gefecht auswirkt. Auch das Terrain hat großen Einfluss auf die Kampfkraft der Armeen. Flüsse oder Hügel sind wichtige strategische Punkte, die sich stark auf das Kampfverhalten der Truppen auswirken.

## Modifikationen
Es existiert eine Vielzahl von Modifikationen zur Take Command-Reihe. Sie verändern Sound, Grafik oder die Schlachtordnungen. Es besteht sogar die Möglichkeit, das Spiel in andere Kriegsszenarien zu versetzen. Ein norwegisches Team arbeitet beispielsweise an der Umsetzung einer Modifikation, die während der Napoleonischen Kriege spielt. Auch die Zeit des Amerikanischen Unabhängigkeitskrieges lässt sich mithilfe einer Modifikation nachspielen.